# Mode 1795–1820

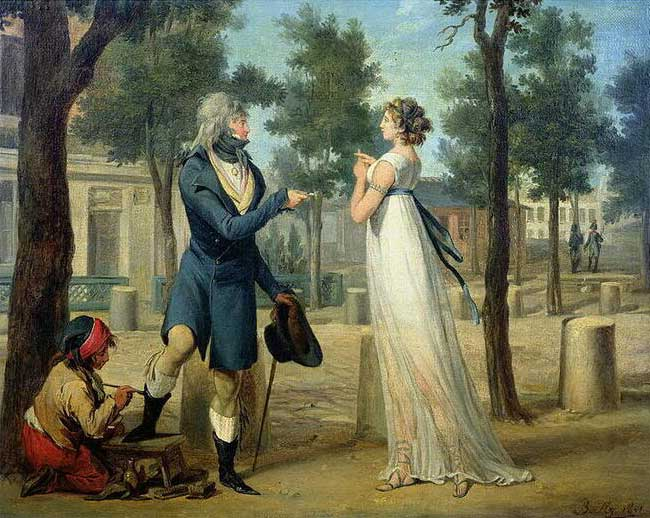
1797

Mode 1795–1820 syftar på modet i Europa under perioden mellan 1795 och 1820. Under denna tidsperiod var mode ett västerländskt fenomen, eftersom klädedräkten i andra delar av världen då bestod av en etnisk och kulturell klädedräkt som inte genomgick förändringar efter modets växlingar på det sätt som skedde i Europa.

## Allmänt
Empiren har fått sitt namn efter Napoleon I, som 1804 lät kröna sig till kejsare. I själva verket var detta endast fortsättningen på en stil som blivit modern redan tio år tidigare. Den kan dock delas in i två perioder: 1795–1804 och 1804–1815.

### Fram till 1804
Redan då rokokon avlösts av den klassiska stilen under 1780-talet hade modet förenklats. Tunikan, en klänning som bands om midjan endast med ett skärp, lanserades 1783. År 1794 hade denna moderiktning fullbordats då midjan försvunnit från klänningen. Detta mode, med inspiration från antiken, försökte efterlikna det klassiska modet; klänningarna var skurna med midja direkt under bysten och kjol i tunna, ibland nästan genomskinliga material. De pryddes av många små veck, var gärna skurna lite för långa och skrynklade sig vid fötterna som på de antika statyerna kring mjuka, klacklösa skor. Muslin var modetyget. Kvinnornas hår var, för första gången sedan antiken, ofta kort.

### Under och efter empiren
Detta mode förändrades och förnyades då Napoleon I kom till makten. Han ogillade de halvt genomskinliga linnetygerna och ville gynna sidenindustrin. Därmed blev sidenet modernt år 1803, vilket också gjorde att klänningen måste skäras annorlunda för att materialet skulle falla vackert. Klänningen skars med midjan fortfarande under bysten men nu med helt slät front och med veck endast baktill. Puffärmar blev moderna. Utanpå bar man den långärmade korta spenserjackan i mörkare färg än den vanligen ljusa klänningen. Modefärgerna var vitt, ljusblått och ljusrosa.    
Det var under denna tid som mäns och kvinnors mode började skilja sig radikalt från varandras. Medan mansdräkten och kvinnodräkten tidigare hade varit olika versioner av samma modestil, följde de nu totalt olika modelinjer, då kvinnodräkten försökte efterlikna den klassiska antiken och mansdräkten det engelska lantmodet.   
Under denna tid uppkom fenomenet att välja olika typer av kläder för olika tillfällen. Under 1700-talet hade överklassen endast skiljt mellan att vara fullt påklädd och att bära bekväm hemmaklädsel (som inte räknades som att vara påklädd), och den klädedräkt man bar när man var fullt påklädd var alltid en praktfull sidendräkt oavsett tillfälle. Genom modepressen vid sekelskiftet 1800 uppkom modefenomenet att dela in kläderna i olika typer av persedlar för olika tillfällen, såsom morgonkläder, eftermiddagskläder och aftonklädsel.   
Detta var en tidsperiod när den industriella revolutionen framställde ett överflöd av billiga bomullstyger, och bomullen ersatte kläde som material i allmänhetens kläder. Bomullstyger var enklare att tvätta, vilket också revolutionerade människors hygienvanor. Bomullen var billig, vilket gjorde att även personer som inte tillhörde överklassen nu fick råd med flera klädombyten. Det blev även möjligt att framställa mönstrade tyger billigt, vilket gjorde allmänhetens garderob mer varierad, färggrann och sofistikerad.
För männens del innebar denna period många förändringar. Rockens och västens skört var smala och släta. Under den första perioden låg även mannens väst högt upp, byxorna räckte till bröstet och man bar vida och spretiga kragar och halsdukar. Vid Napoleons makttillträde förändrades även den till ett mer diskret mode. Det var nu som männens mode började få de kännetecken som under 1900-talet skulle uppfattas som typiskt "manligt". Männens hår klipptes kort och mansdräktens färger blev mörka.

## Barnmode
Under 1800-talet hade barnkläder slutgiltigt utvecklats till en specifik form av kläder skild från vuxna kläder, inte bara i storlek utan också i modell. 
Under seklet började små pojkar gradvis sluta bära kjol och istället kläs i kortbyxor. Åldern för när pojkar slutade bära kjol skiftade, men vanligen hade de burit de kjol, eller kolt, till åtminstone sex-sju års ålder. På 1800-talet, när vuxna män slutade bära knäbyxor och istället började bära långbyxor, blev pojkarnas övergång från kortbyxor till långbyxor en andra och slutgiltig mognadsfas i deras klädsel. 
Även flickors klädsel hade blivit en specifik barnklädsel. I flickors fall skilde sig deras klädsel från vuxnas genom att flickor bar korta kjolar, medan vuxna kvinnor bar fotsida kjolar. Flickors kjolar då de var små fick sluta redan vid knäna, för att därefter gradvis sänka sig allteftersom de blev äldre och slutligen blev fotsida som en vuxen kvinnas vid femton års ålder. Detta var vid ungefär samma tid som pojkar fick börja bära långbyxor.

## Dammode

### Klädedräkt
Sedan 1780-talet hade den antikinspierade Robe la chemise eller chemiseklänningen av vitt muslin varit den absolut mest moderna, ofta buren med en caracojacka i  kontrasterande mörk färg. Chemiseklänningen var lös men bars alltid med ett brett skärp knutet om midjan, över det snörliv som fortsatt bars under klänningen. 
Cirka 1795 började kvinnor knyta skärpet strax under bysten istället för om midjan, vilket innebär att chemiseklänningen hade förvandlats till en midjelös grekisk klänning, kallad chemise à la grecque. Förändringen innebar att det antikinspirerade modet, klassicismen, slutligen helt hade fått sitt genombrott i klädmodet. 
Det franska modet beskrevs av samtiden som det grekiska modet, och i Paris kallades det för det republikanska modet, då man under republiken såg sin politiska förebild i den klassiska grekiska republiken Aten. Det nya midjelösa modet uppfattades som chockerande i resten av Europa, och det tog några år innan det slog igenom utanför Frankrike. 
Den så kallade grekiska klänningen skulle helst vara av muslin, ett tunt tyg som var idealiskt för att lägga sig i veck som påminde om antikens draperade klädnader. Kjolen var vid och veckad, särskilt på baksidan där den bildade ett släp, och gjordes gärna lite för lång. På detta sätt kunde det tunna muslinstyget skrynkla ihop sig vid fötterna som hos antika skulpturer. Livet över bysten och ärmarna designades också om och blev antikinspierat; spetsvolangerna försvann, och livet och de korta ärmarna designades i draperade mönster. 
Under klänningen bars fortfarande en särk, ett snörliv och en underkjol. Den figurnära särken syddes med kortare ärmar än förut, eftersom klänningens ärmar var mycket korta, och slutade ofta vid knäet. Underkjolen var vid denna tid fortfarande vid och tjänade till värme, då klänningen nästan alltid var av muslin vilket var ett tunt material som inte var lämpligt i kallare klimat. Trots att midjan inte längre syntes bar de flesta kvinnor fortfarande ett konformat snörliv, eftersom detta var det enda tillgängliga hjälpmedlet för att hålla bysten på plats. Snörlivet fokuserade dock helt på bysten, och det fanns också korta snörliv som endast täckte området strax under bysten och lämnade midjan fri. Idealet för bysten vid denna tid var att separera brösten, eftersom antikens skulpturer avbildades med brösten vitt isär. Snörlivet, som tidigare varit platt, fick därför för första gången en viss figurform, med en platt hylla för bysten. 
Medan vitt var den självklara standardfärgen för klänningen, kunde accessoarer och mindre plagg gärna ha starka färger. Sjalar var mycket populära, och de kunde vara lika stora som lakan och draperade som på antikens skulpturer. Ett populärt ytterplagg var efterföljaren till caracojackan: den korta spenserjackan. Den var en långärmad jacka som gärna var av mörk sammet och endast täckte det korta livet, det vill säga axlar, nacke och byst. Ett alternativ var den långa kappan, redingoten (ursprungligen från engelskans "ridkappa"), som täckte hela klänningen. 
Eftersom man inte längre kunde bära fickpåsar knutna om midjan under klänningen, uppfanns föregångaren till handväskan i form av ridikylen. Kvinnornas skor var en typ av balettskor, men sandaler var också populära under de första åren genom sin association till antiken.
Cirka 1804–1805 genomgick modet en förändring. Kejsar Napoleon I ogillade de halvt genomskinliga muslinsklänningarna och ville gynna sidenindustrin, och det franska modet rättade sig efter hans önskan. Det nya materialet gjorde att klänningsmodellen nu också skars i en annan modell. Klänningen skars med ännu högre midja och en kortare kjol med slät front, veckad endast baktill och utan släp. Den antikiserande stilen försvann gradvis, och korta puffärmar blev moderna. Utanpå bar man den långärmade korta spenserjackan i mörkare färg än den vanligen ljusa klänningen. Vitt var fortfarande en populär färg, men det blev nu modernt att bära också andra färger igen, främst rosa och blått. 
Cirka 1810 hade kjolen blivit slät, nästan utan veck, och skuren i formen av en kon. Den var så kort att man såg både fötter och vrister, och det hade nu blivit modernt att dekorera fållen på kjolen för att få den att stå ut och understryka konformen. Den antikiserande stilen var borta och klädedräkten, särskilt den fortfarande enormt populära spenserjackan, blev alltmer dekorerad och ofta inspirerad av militära detaljer eller historiska epoker. 

### Hår och huvudbonad
Medan mäns och kvinnors mode vid denna tid hade börjat skilja sig mer radikalt från varandra än någonsin förr, hade de däremot likartad frisyr. Kvinnornas hår var, för första gången sedan antiken, ofta kort. Det blev modernt även för kvinnor att klippa håret kort "à la Titus" och borsta fram håret till ett lockigt burr runt ansiktet och över pannan. Även om kvinnor i vissa fall inte klippte av håret utan bara satte upp det diskret i en knut i antik stil på baksidan, var frisyren visuellt lik den som bars av män. 
Bahytten blev cirka 1805 vid denna tid modern som huvudbonad, i början med ett diskret brätte.  
Bahytterna blev större och allt mer dekorerade efter 1810. 

### Bildgalleri

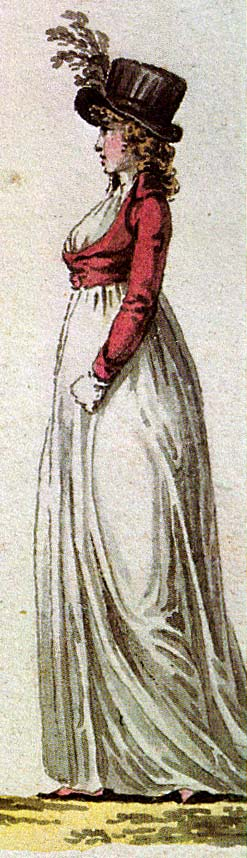
1798, spensersketch.
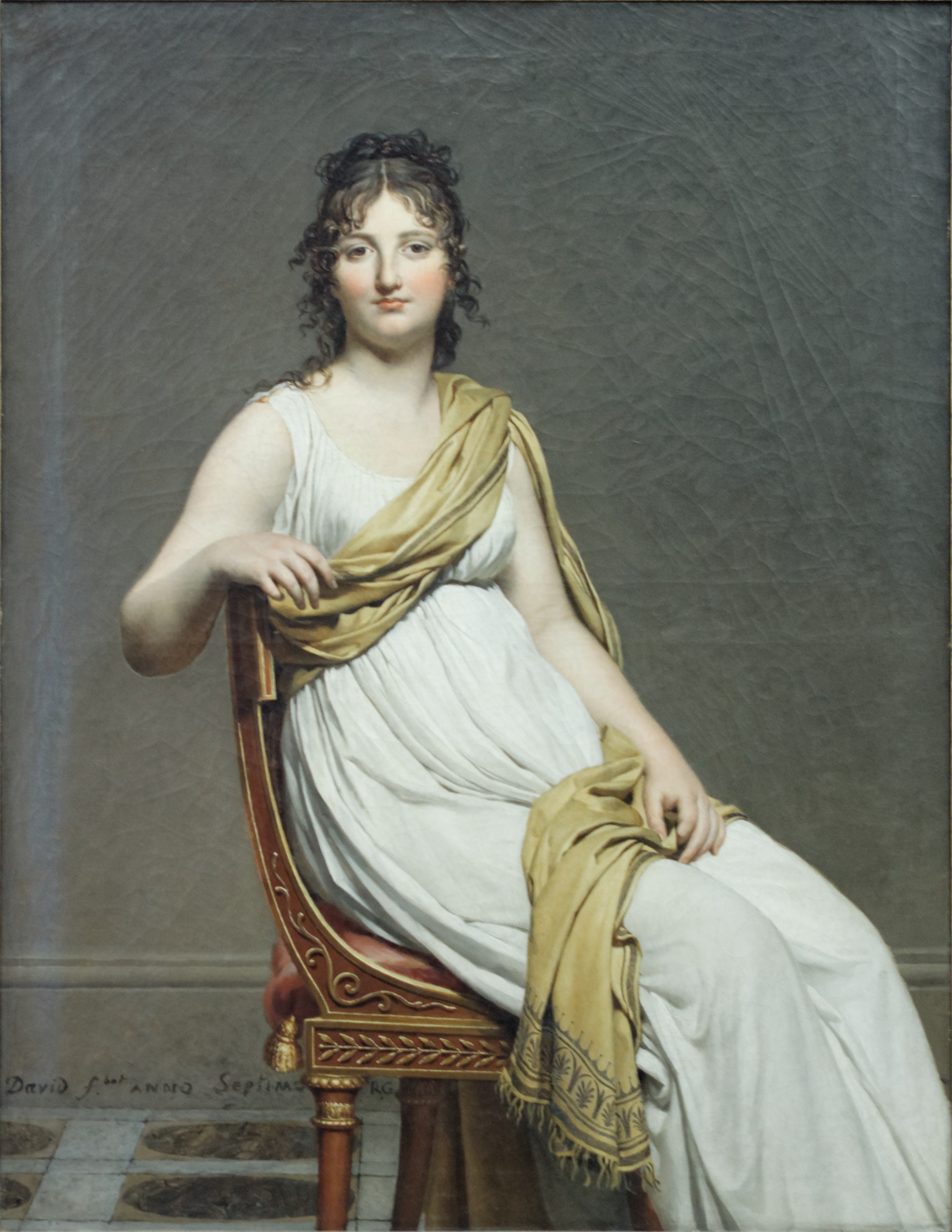
Portrait de madame de Verninac, av David Louvre.
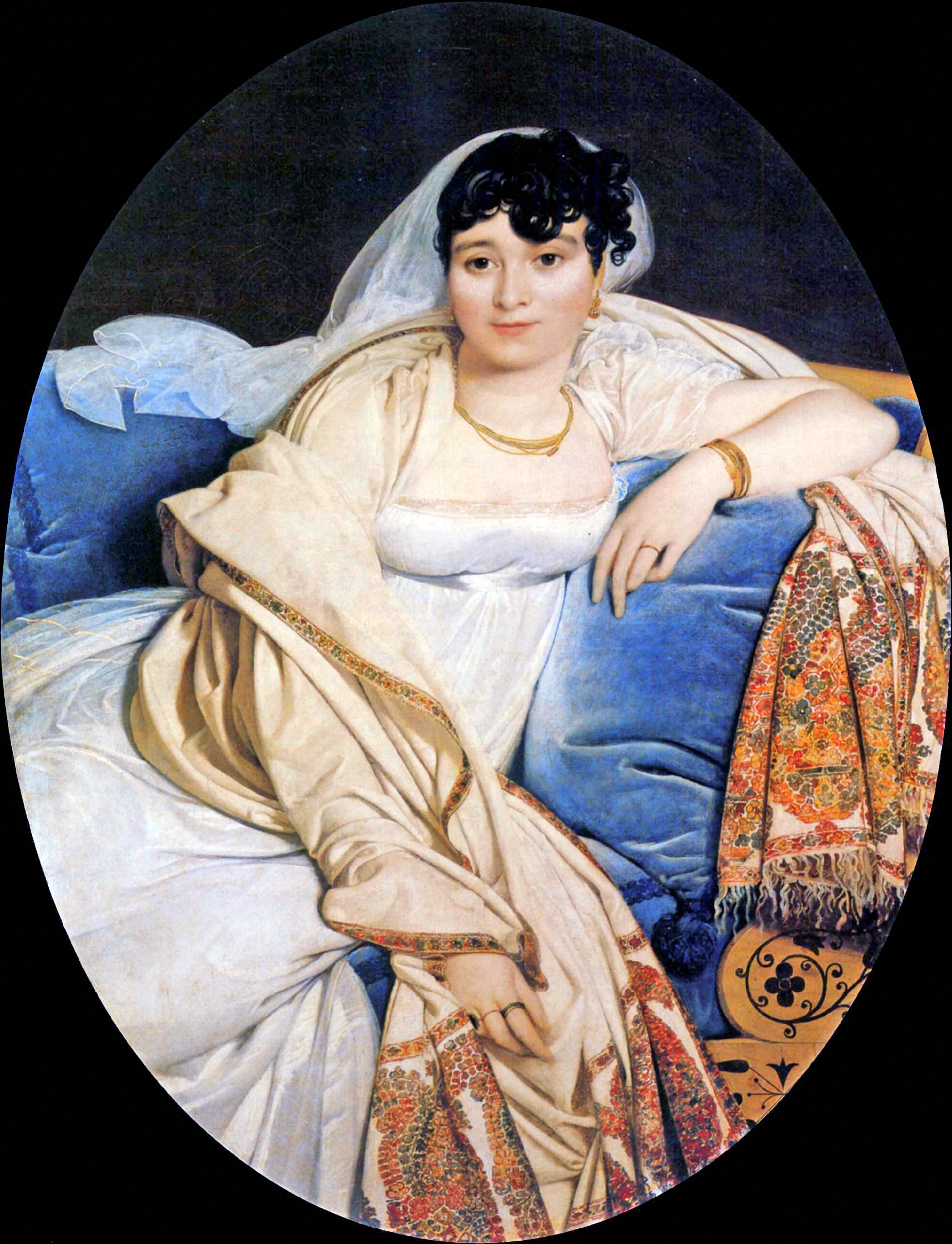
Madame Rivière, 1806. Den typiska empireklänningen med midjan omedelbart under bysten.
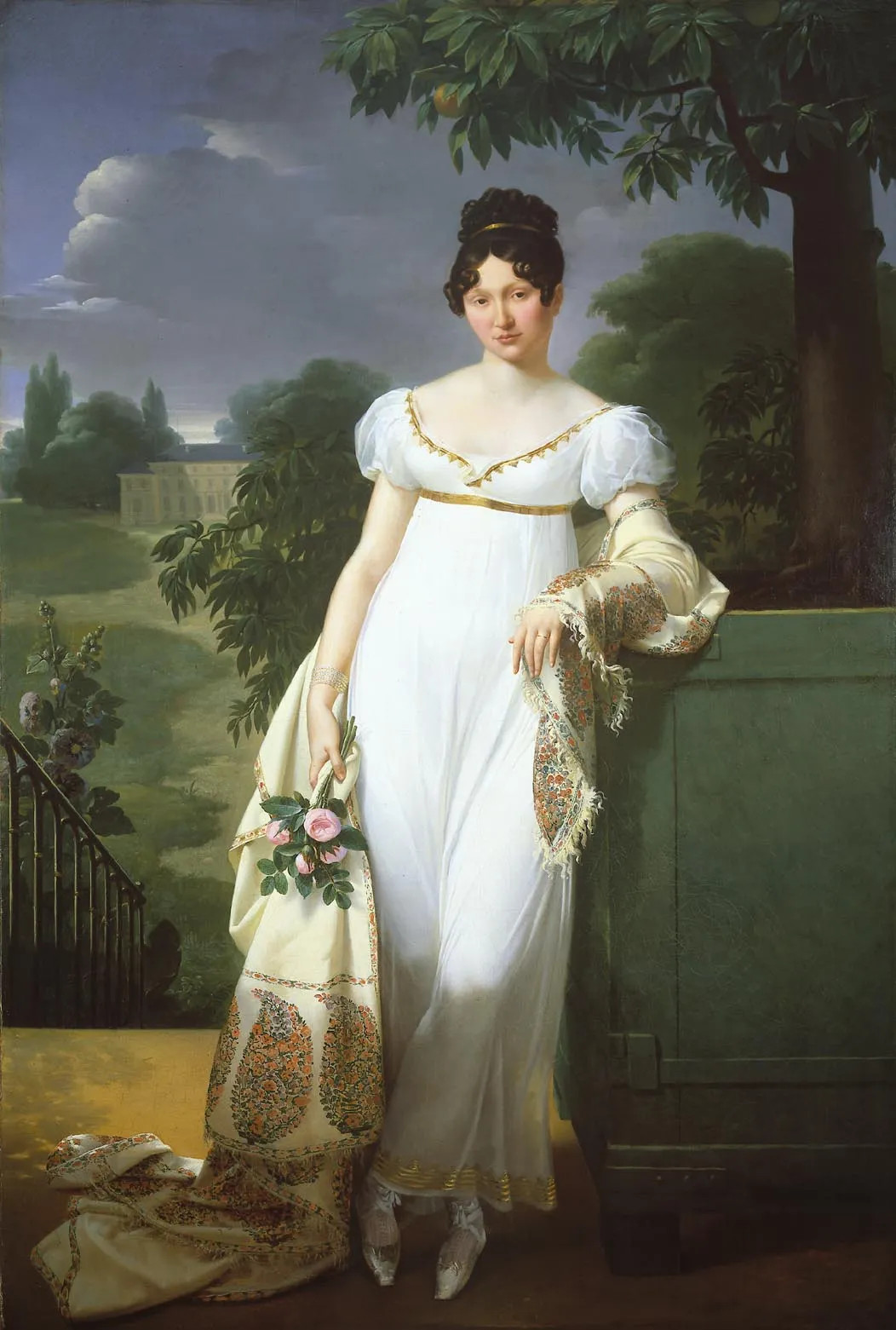
Merry Joseph Blondel, målning av Felicité Louise Julie Constance de Durfort.
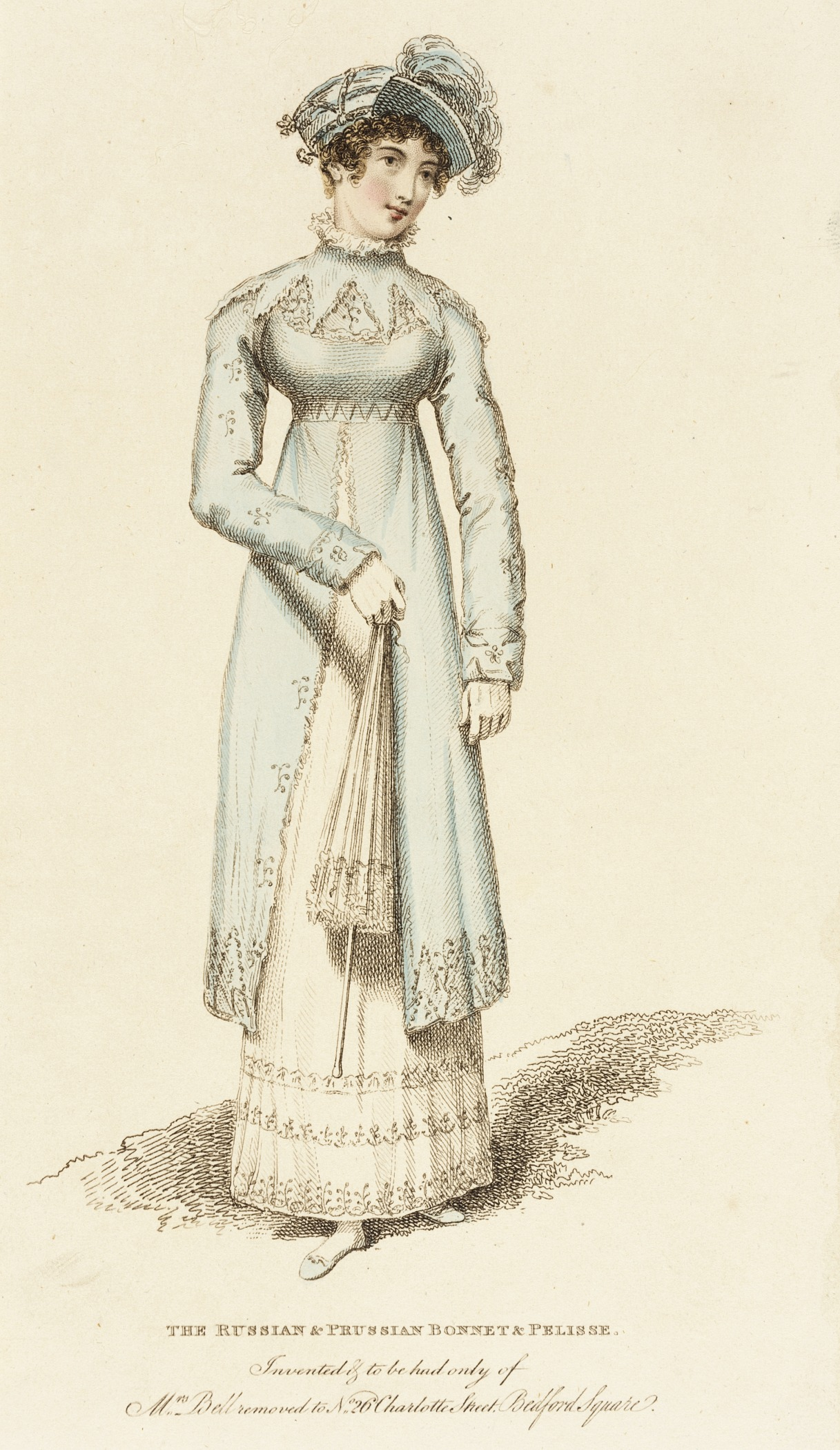
Modeplakett med den rysk-preussiska hättan och klänningen, 1814.
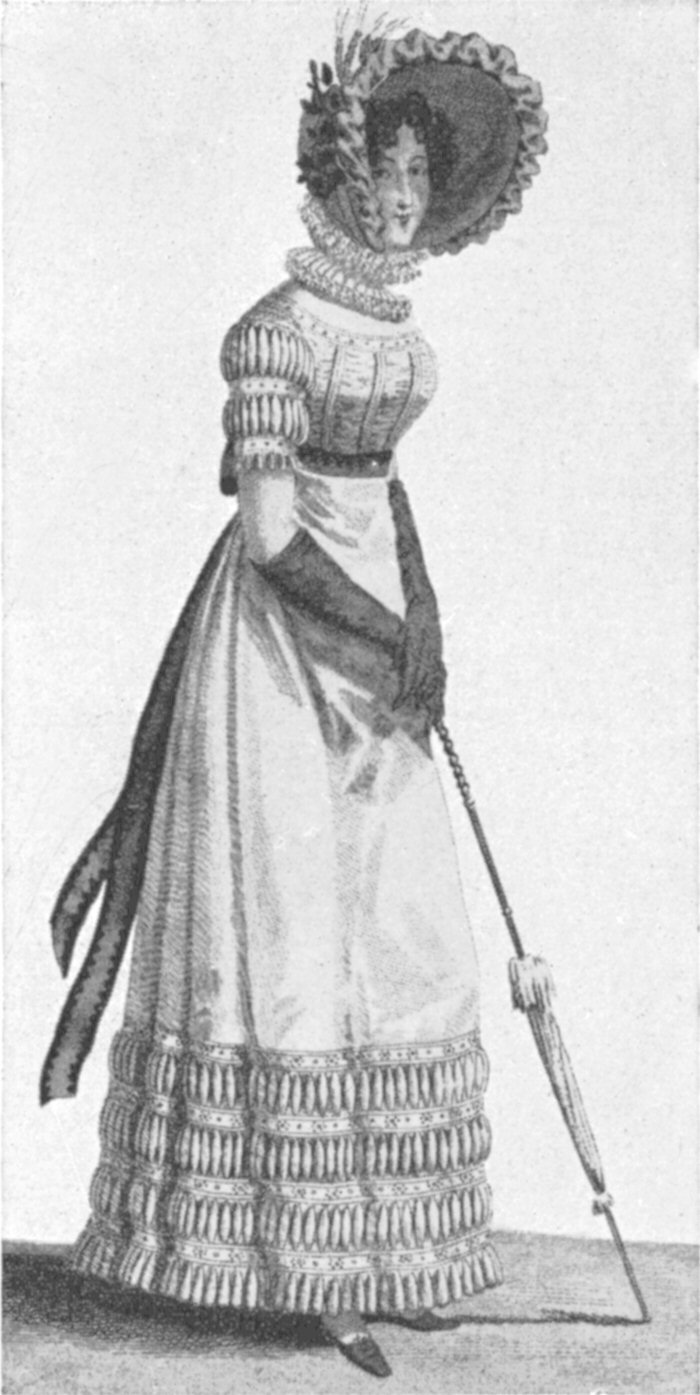
1819.

## Herrmode
Den nya definitionen av manlighet innebar att herrmodet från denna tid alltmer avstod från färg, rysch och dekoration. Den civila mansdräkten förlorade vid denna tid gradvis alla former av dekorationer och de flesta färger, mönster och textilier. En man avstod nästan helt från siden, taft och liknande tyger, och bar nästan enbart linne, bomull och olika sorters ylletyger. 
Män skulle avstå från de flesta färger: svart, grått, brunt, mörkblått och beige var accepterade färger för män, förutom hjortskinnsbyxorna som oftast var gula. Den militära uniformen var den enda mansdräkt som även fortsättningsvis använde rikligt med färg och dekoration. Ett undantag var västen, som blev det enda mansplagg som fortfarande fick vara av mönstrat siden, satin eller taft i fantasifulla färger. Ett andra undantag var hemmarocken (banyan), som kunde vara av mönstrat siden i starka färger; denna bars dock endast i närvaro av familjen. Män skulle oftast avstå från mönstrade kläder (förutom i västen och banyan), men randigt och rutigt var accepterat för byxor, förutsatt att färgerna var diskreta. 
Den manliga modeförebilden var Beau Brummell, en britt och urtypen för den så kallade dandyn som satte principerna för 1800-talets herrmode. Principen var att en elegant man inte definierades av att bära färggranna och mönstrade dyrbara tyger med dekorationer. Istället skulle han visa sin status med klädernas passform, snitt, skräddarkonst och medvetenhet om vilken typ av plagg som skulle bäras under vilken del av dagen eller tillfället. Denna uppfattning om manligt mode kom att gälla i över hundra år. Detta var en period när nästan alla dekorationer, färger och tyger avlägsnades från herrmodet i vad som kom att kallas Great Male Renunciation (ungefär: "Den manliga avsägelsen"), vilket innebär att männen i princip avstod från mode.

### Klädedräkt
Det var under denna tid som mäns och kvinnors mode började skilja sig radikalt från varandras. Medan mansdräkten och kvinnodräkten tidigare hade varit olika versioner av samma modestil, följde de nu totalt olika modelinjer. Medan kvinnodräkten inspirerades av den klassiska antiken, följde herrmodet istället det engelska lantmodet. 
Det engelska lantmodet utvecklades under 1700-talet bland den brittiska adeln, som till skillnad från den franska föredrog att leva på sina gods istället för vid hovet eller staden. Därför utvecklade de en mer enkel och praktisk version av den dräkt det franska modet dikterade. Under 1700-talet hade det engelska lantmodet gradvis blivit alltmer populärt för både män och kvinnor, i takt med tidens romantiserande av naturen och som ett mer informellt alternativ till det franska, men det franska modet var fortsatt den dräkt som gällde vid formella tillfällen och i stadsmiljö. I slutet av 1700-talet slog dock det engelska lantmodet igenom helt i herrmodet. 
Det tidigare franska modet blev omodernt under franska revolutionen, när man i Frankrike av politiska skäl började prioritera en mindre dyrbar dräkt. Samtidigt blev man utanför Frankrike mer ovillig att se Frankrike som ett ideal. Det franska modet fortsatte att följas av kvinnor, men för män blev det gradvis istället England som dikterade herrmodet. Att män började följa det enkla brittiska modet och kvinnor det franska modet kom också att leda till en syn på mode som något feminint, och att en man i fortsättningen skulle demonstrera sin rikedom genom sin hustrurs kläder snarare än sina egna. Ett visst undantag förekom i Paris, där de mest radikala männen en tid följde kvinnorna i det extrema mode som kallades Incroyables et Merveilleuses, men det blev aldrig ett allmänt mode. 
Grundmodellen för herrklädseln var en frackjacka över skjorta, väst och byxor, med hatt, handskar och käpp, vilket nu ersatte svärdet som accessoar till mansdräkten. Skjortan skulle vara av vitt linne och hade löstagbar krage med kravatt. Modet ägnade stor uppmärksamhet åt kragen och fantasifulla knytningar av kravatten i halsen; dessa skulle gå högt upp, ibland så högt att de täckte en del av kinderna, och vara mycket vida och spretiga. Vid denna tid var det ännu modernt med spetsar och volanger i krage och kravatt, men de blev gradvis allt slätare allteftersom rysch började betraktas som något feminint. Västen hade hög midja, stående krage, dubbelknäppt och räckte endast över revbenen. Frackjackan var avskuren på framsidan (cutaway) för att avslöja västen under, och ofta dubbelknäppt över bröstet, med breda slag och stående krage och skörten endast på baksidan.
Vid denna tid blev en muskulöst vältränad kropp modern, i takt med det militära idealet under Napoleontiden, och designen på både krage, rock och väst formade en silhuett med breda axlar, brett bröst och smal midja. Rocken syddes med smalt ryggstycke för att ge intryck av en smal midja och bred rygg. Cirka 1815 föll västens krage och jackans slag ned på axlarna till den så kallade sjalkragen.    
Både män och kvinnor hade så kallat hög midja under empirtiden. För männens del innebar det att västen kortades av och att byxorna gick upp till revbenen, något som var lätt att åstadkomma med de moderna pantalongerna. Under denna tid blev också den så kallade kuskrocken (garrick) modern. Att själv köra vagn blev en uppskattad sport för överklassmän vid denna tid, och det gjorde att den typiska kuskrocken, med dess breda slag och flera lager veckade kragar över axlarna, slog igenom även som mode.
I Frankrike gjorde franska revolutionen långbyxan populär av politiska skäl, då man idealiserade den fattige revolutionären – sans-culotten. Långbyxor hade tidigare enbart använts som arbetskläder av arbetarmän, särskilt sjömän. Eftersom långbyxor associerades med fattigdom tog det lång tid innan den faktiska långbyxan slog igenom, men efter 1795 började knäbyxorna förlängas. Män bar fortsatt knäbyxor till aftonklädsel, men under dagtid ersattes knäbyxorna av pantalongerna, en typ av trikåbyxor som uppfattades som en kompromiss mellan knäbyxor och långbyxor eftersom de var figurnära och påminde om knäbyxor men samtidigt hade samma längd som långbyxor. Pantalongerna knäpptes bakom knäna och hade ofta resår under foten för att få dem att sitta slätt. På landsbygden var det vid denna tid också mycket populärt med gula eller beige hjortskinnsbyxor, vilka ännu var knäbyxor. Långbyxor slog slutligen igenom och ersatte pantalongerna som vardagsplagg efter 1810; till aftondräkt bars dock fortsatt knäbyxor. Långbyxorna var mycket snäva och hade en lucka med knäppning istället för gylf, och de hade resår under foten för att sitta slätt. Män bar fortsatt pumps, skor med klack av samma form som balettskor och av samma typ som kvinnor. Detta gällde utom till ritt, resa eller på landet, då män använde knästövlar. 

### Hår och huvudbonad
För första gången på tvåhundra år skulle männen bära kortklippt hår. Den i särklass mest populära frisyren kallades "à la Brutus", vilket innebar att klippa håret kort i nacken och sidorna för att sedan kamma det i en stor lockig lugg som ramade in ansiktet, ett mode som höll i sig länge. 
Under denna period skulle män vara fullständigt slätrakade. Dock började polisonger bli moderna precis mot slutet av perioden, då som ett sätt att bidra till frisyren "à la Brutus", där man ville rama in ansiktet på framsidan och längs sidorna. Trekornshatten bars ännu som huvudbonad fram till cirka 1810, då den började ersättas av cylinderhatten.

### Bildgalleri

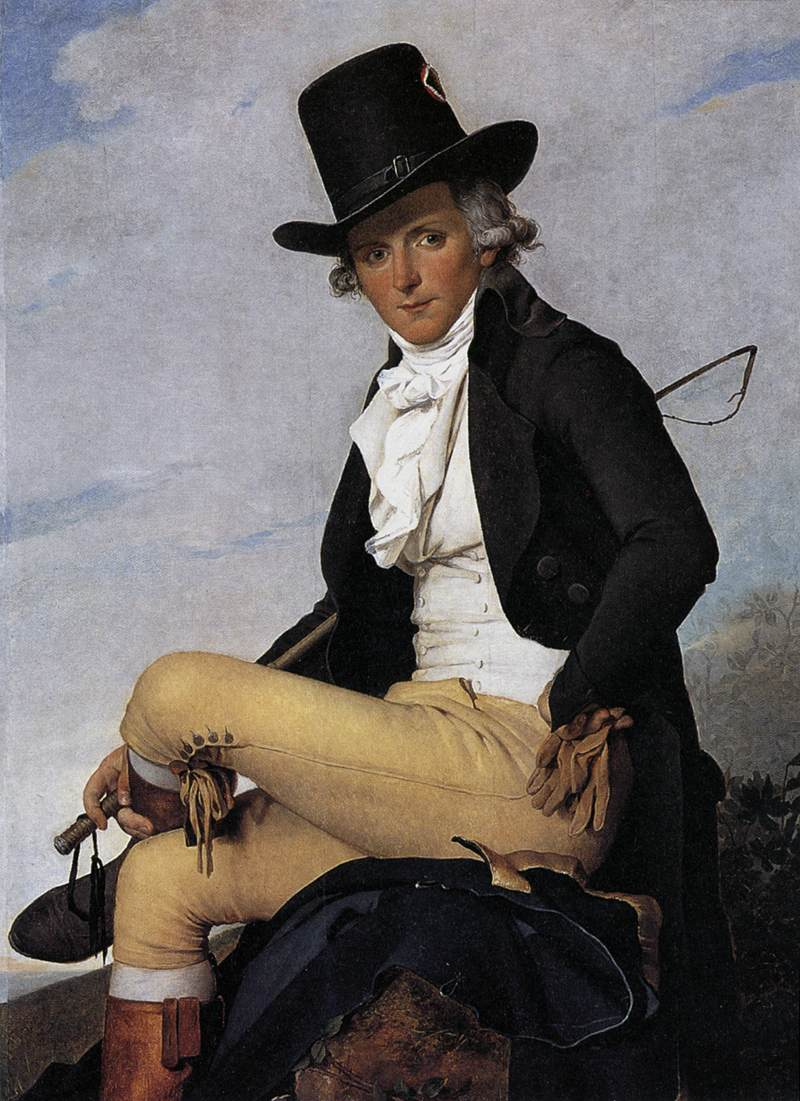
Seriziat.
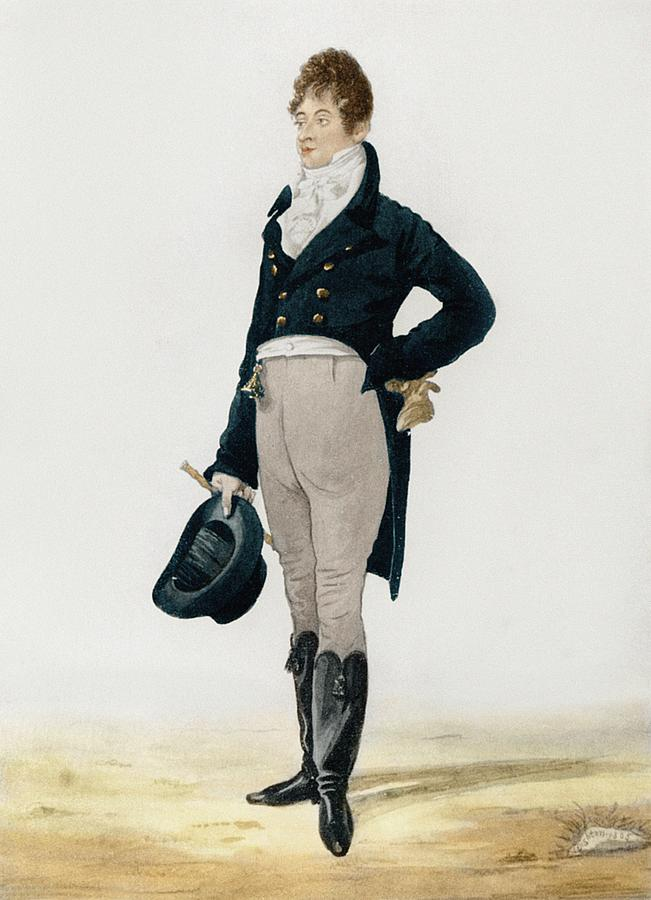
Brummell Dighton, 1805.
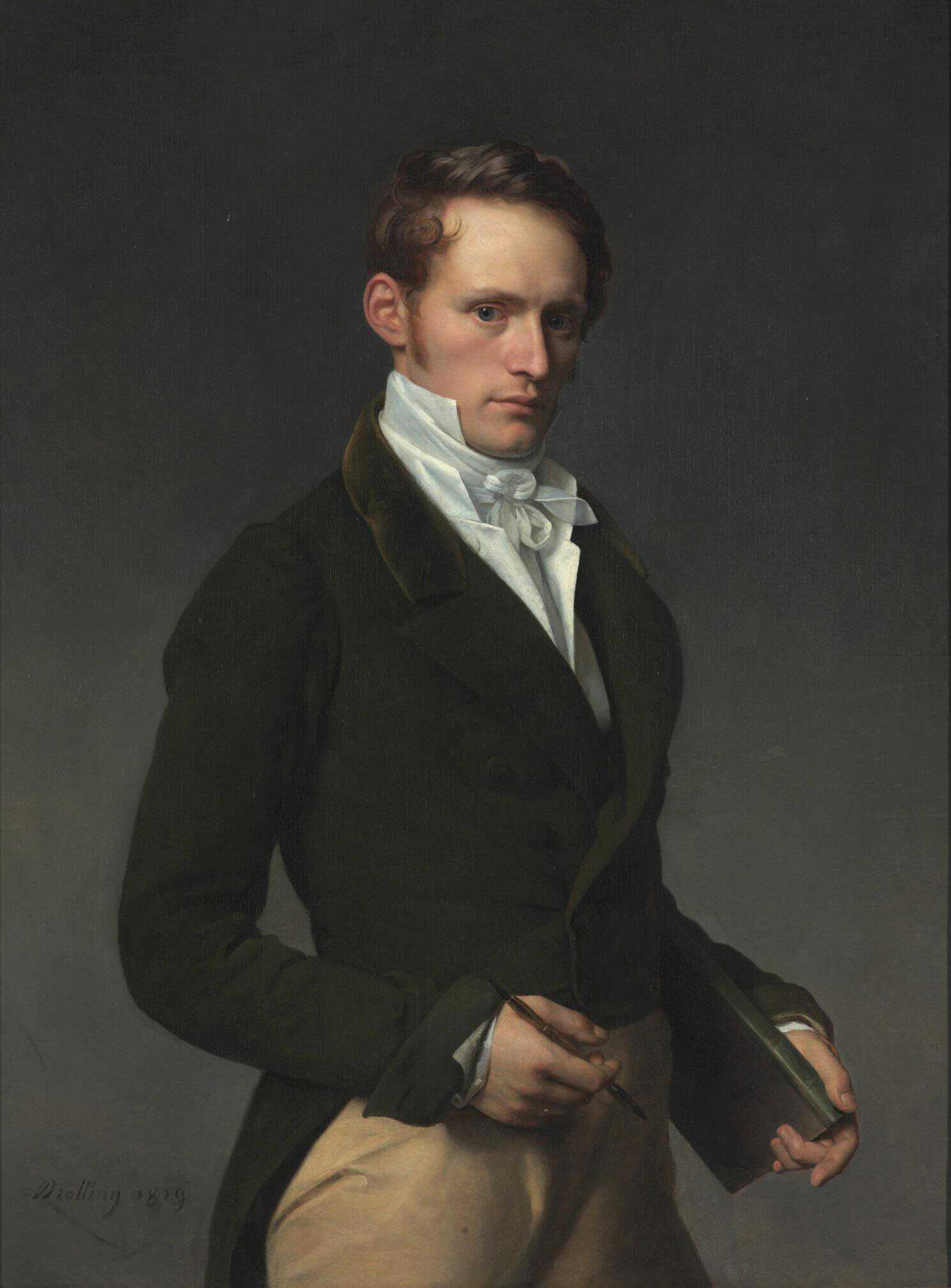
Michel Martin Drolling – Portrait d'un artiste.
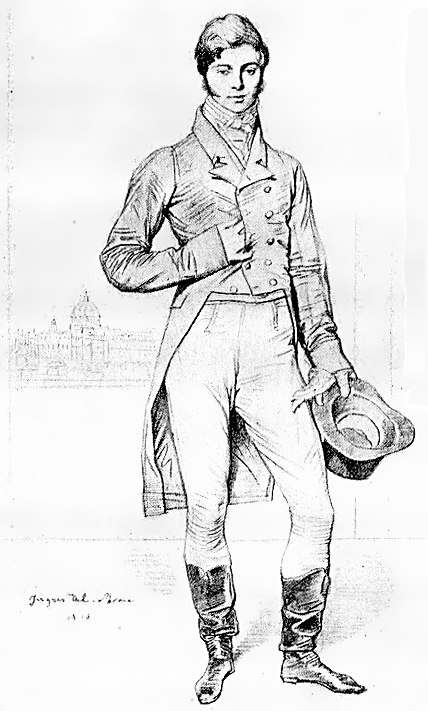
1816, Lord Grantham av Ingres.